# Богданівка (Житомирський район)
Богдані́вка — село в Україні, у Березівській сільській територіальній громаді Житомирського району Житомирської області. Кількість населення становить 9 осіб (2001). До 1956 року — хутір.

## Населення
Відповідно до результатів перепису населення СРСР, кількість населення, станом на 12 січня 1989 року, становила 20 осіб. Станом на 5 грудня 2001 року, відповідно до перепису населення України, кількість мешканців села становила 9 осіб.

## Історія
До 1923 року — хутір Троянівської волості Житомирського повіту Волинської губернії. Станом на 10 жовтня 1925 року значиться в складі Садківської сільської ради Троянівського району Волинської округи. 28 травня 1928 року, в складі сільської ради, увійшло до Пулинського району, 30 квітня 1930 року — до складу Черняхівського району, 17 жовтня 1935 року — Житомирської міської ради, 14 травня 1939 року — до складу новоствореного Житомирського району Житомирської області. В довіднику адміністративно-територіального устрою Української РСР 1946 року пропущений.
У 1956 році віднесений до категорії сіл. 12 травня 1958 року підпорядковане Березівській сільській раді Житомирського району. Офіційно взяте на облік 16 вересня 1960 року, відповідно до рішення Житомирського облвиконкому № 960 «Про уточнення обліку населених пунктів області». 30 грудня 1962 року, в складі сільської ради, увійшло до Коростишівського району, 4 січня 1965 року — повернуте до складу відновленого Житомирського району.
У 2020 році територію та населені пункти Березівської сільської ради Житомирського району Житомирської області, відповідно до розпорядження Кабінету Міністрів України № 711-р від 12 червня 2020 року «Про визначення адміністративних центрів та затвердження територій територіальних громад Житомирської області», включено до складу Березівської сільської територіальної громади Житомирського району Житомирської області.